# 豚鼠科
豚鼠科（学名：Caviidae）是分布于南美洲的一类啮齿类动物，本科很多种类被驯化为宠物，如豚鼠属的豚鼠（Cavia porcellus，俗称“天竺鼠”）；水豚也屬豚鼠科。

## 分類
- 豚鼠亚科（Caviinae）：
  - 豚鼠属（Cavia）
  - 黄齿豚鼠属（Galea）
  - 小豚鼠属（Microcavia）
- 长耳豚鼠亚科（Dolichotinae）
  - 长耳豚鼠属（Dolichotis）
- 水豚亚科（Hydrochoerinae）
  - 水豚属（Hydrochoerus）
  - 岩豚鼠属（Kerodon）